# Svjetski festival animiranog filma Animafest Zagreb
Svjetski festival animiranog filma Animafest Zagreb je festival animiranog filma koji se održava u Zagrebu od 1972. godine. Festival je pokrenut temeljem odluke Izvršnog odbora ASIFA-e, Međunarodnog udruženja animiranog filma, iz 1969. godine te osnivačkih akata produkcijske kuće "Zagreb film" i Grada Zagreba. Lokaciju je ASIFA izabrala odajući priznanje svjetskom uspjehu i ugledu Zagrebačke škole crtanog filma tijekom 1950-ih i 1960-ih godina. Animafest je drugi najstariji živući festival animacije, iza festivala u Annecyju.  
Odlukom Vijeća festivala, Animafest od 2007. godine organizira Hulahop d.o.o. za filmsku produkciju i usluge u kulturi. Ranija izdanja producirali su Zagreb film i Koncertna direkcija Zagreb. Festival je do 2005. godine održavan u bijenalnom ritmu, nakon čega nastavlja u godišnjem, posvećujući se u parnim godinama kratkometražnom, a u neparnima dugometražnom filmu. Umjetnički ravnatelj festivala od 2011. godine je animator i glazbenik Daniel Šuljić, koji je na toj poziciji naslijedio Krešimira Zimonića. 
Festivalski slogan Z... is for Zagreb (Z... znači Zagreb) osmislio je filmolog i kritičar Ron Holloway. Festivalski logo i prvi plakat djelo su Borivoja Dovnikovića Borde i Zlatka Boureka. Festivalska maskota Mandlek, čovječuljak s polucilindrom koji se pojavljuje u više hrvatskih animiranih filmova, povijesno je najpoznatiji u formi koju je osmislio Zvonimir Lončarić, dugogodišnji autor festivalskih plakata. Festivalski džingl djelo je jazz glazbenika Igora Savina.  
Pobjednik središnjeg, Velikog natjecanja, osvaja festivalski Grand Prix te se kandidira za nagrade Oscar i Cartoon d'Or. Nagrada publike Mr. M ime je dobila u spomen na prvog direktora festivala Želimira Matka. 

## Nagrade Grand Prix
Od 1972. do 2004. Animafest se održavao u bijenalnom ritmu kao događanje fokusirano na kratke animirane filmove, uz iznimku neodržavanja 1976. godine. Između 2005. i 2015. uvodi se dugometražno izdanje festivala koje se održavalo svake godine između kratkometražnih izdanja. U 2015. oba izdanja se objedinjuju u jedno događanje koje se održava svake godine.

### Kratkometražni film
| Godina | Naslov                                                           | Redatelj(i)                      | Država                            |
| ------ | ---------------------------------------------------------------- | -------------------------------- | --------------------------------- |
| 1972.  | Bitka kod Kerženice (The Battle of Kerzhenets)                   | Ivan Ivanov-Vano, Jurij Norštejn | SSSR                              |
| 1974.  | Dnevnik (The Diary)                                              | Nedeljko Dragić                  | Jugoslavija                       |
| 1976.  | Festival nije održan.                                            | Festival nije održan.            | Festival nije održan.             |
| 1978.  | Satiemaina                                                       | Zdenko Gašparović                | Jugoslavija                       |
| 1980.  | Bajka nad bajkama (Tale of Tales)                                | Jurij Norštejn                   | SSSR                              |
| 1982.  | Grand Prix nije dodijeljen.                                      | Grand Prix nije dodijeljen.      | Grand Prix nije dodijeljen.       |
| 1984.  | Skakanje (Jumping)                                               | Osamu Tezuka                     | Japan                             |
| 1986.  | Grand Prix nije dodijeljen.                                      | Grand Prix nije dodijeljen.      | Grand Prix nije dodijeljen.       |
| 1988.  | Doručak na travi (Breakfast On the Grass)                        | Priit Pärn                       | SSSR (Estonija)                   |
| 1990.  | Broš, igla i grešna kopča (The Brooch, Pin And The Sinful Clasp) | Joanna Woodward                  | Ujedinjeno Kraljevstvo            |
| 1992.  | Franz Kafka                                                      | Piotr Dumała                     | Poljska                           |
| 1994.  | Krive hlače (The Wrong Trousers)                                 | Nick Park                        | Ujedinjeno Kraljevstvo            |
| 1996.  | 1895. (1895)                                                     | Priit Pärn, Janno Põldma         | Estonija                          |
| 1998.  | Sirena (Rusalka The Mermaid)                                     | Aleksandr Petrov                 | Rusija                            |
| 2000.  | Kad zora svane (When the Day Breaks)                             | Wendy Tilby, Amanda Forbes       | Kanada                            |
| 2002.  | Otac i kći (Father and Daughter)                                 | Michaël Dudok de Wit             | Nizozemska/Ujedinjeno Kraljevstvo |
| 2004.  | Glava gora (Mount Head)                                          | Kōji Yamamura                    | Japan                             |
| 2005.  | Dugometražno izdanje Animafesta                                  | Dugometražno izdanje Animafesta  | Dugometražno izdanje Animafesta   |
| 2006.  | Snovi i želje – obiteljske veze (Dreams and Desires)             | Joanna Quinn                     | Ujedinjeno Kraljevstvo            |
| 2007.  | Dugometražno izdanje Animafesta                                  | Dugometražno izdanje Animafesta  | Dugometražno izdanje Animafesta   |
| 2008.  | Sestre Pearce (The Pearce Sisters)                               | Luis Cook                        | Ujedinjeno Kraljevstvo            |
| 2009.  | Dugometražno izdanje Animafesta                                  | Dugometražno izdanje Animafesta  | Dugometražno izdanje Animafesta   |
| 2010.  | Ronioci na kiši (Divers in the Rain)                             | Olga Pärn, Priit Pärn            | Estonija                          |
| 2011.  | Dugometražno izdanje Animafesta                                  | Dugometražno izdanje Animafesta  | Dugometražno izdanje Animafesta   |
| 2012.  | Oh Willy...                                                      | Emma De Swaef, Marc James Roels  | Belgija/Francuska/Nizozemska      |
| 2013.  | Dugometražno izdanje Animafesta                                  | Dugometražno izdanje Animafesta  | Dugometražno izdanje Animafesta   |
| 2014.  | Ljubavne igre (Love Games)                                       | Yumi Joung                       | Južna Korea                       |
| 2015.  | Ne možemo živjeti bez kozmosa (We Can't Live Without Cosmos)     | Konstantin Bronzit               | Rusija                            |
| 2016.  | Kraj igre (Endgame)                                              | Phil Mulloy                      | Ujedinjeno Kraljevstvo            |
| 2017.  | Noćna ptica (Nighthawk)                                          | Špela Čadež                      | Slovenija/Hrvatska                |
| 2018.  | Pad (La Chute)                                                   | Boris Labbé                      | Francuska                         |
| 2019.  | Kisela kiša (Acid Rain)                                          | Tomek Popakul                    | Poljska                           |
| 2020.  | Običan tip (Just a Guy)                                          | Shoko Hara                       | Njemačka                          |
| 2021.  | Noćni autobus (Night Bus)                                        | Joe Hsieh                        | Tajvan                            |
| 2022.  | Smetlar (The Garbage Man)                                        | Laura Gonçalves                  | Portugal                          |
| 2023.  | Vanlav (Oneluv)                                                  | Varja Jakovljeva                 | Rusija                            |
| 2024.  | Hotel Miracle (The Miracle)                                      | Nienke Deutz                     | Belgija, Nizozemska, Francuska    |

### Dugometražni film
| Godina | Naslov                                                              | Redatelj(i)                                                            | Država                       |
| ------ | ------------------------------------------------------------------- | ---------------------------------------------------------------------- | ---------------------------- |
| 2005.  | Nevolje dječaka Terkela (Terkel in Trouble)                         | Kresten Vestbjerg Andersen, Thorbjørn Christoffersen, Stefan Fjeldmark | Danska                       |
| 2007.  | Azur i Asmar (Azur & Asmar: The Princes' Quest)                     | Michel Ocelot                                                          | Francuska                    |
| 2009.  | Valcer s Bashirom (Waltz with Bashir)                               | Ari Folman                                                             | Izrael                       |
| 2011.  | Moj pas Tulip (My Dog Tulip)                                        | Paul Fierlinger, Sandra Fierlinger                                     | SAD                          |
| 2013.  | Usvajanje odobreno (Approved for Adoption)                          | Laurent Boileau, Jung                                                  | Belgija/Francuska            |
| 2015.  | Dječak i svijet (The Boy and the World)                             | Alê Abreu                                                              | Brazil                       |
| 2016.  | Čarobna planina (The Magic Mountain)                                | Anca Damian                                                            | Rumunjska                    |
| 2017.  | Crvena kornjača (Red Turtle)                                        | Michael Dudok de Wit                                                   | Francuska/Belgija/Japan      |
| 2018.  | Kakav veličanstveni kolač (This Magnificent Cake!)                  | Emma De Swaef i Marc James Roels                                       | Francuska/Belgija/Nizozemska |
| 2019.  | Ruben Brandt, kolekcionar (Ruben Brandt, Collector)                 | Milorad Krstić                                                         | Mađarska                     |
| 2020.  | -                                                                   | -                                                                      | -                            |
| 2021.  | Nos ili zavjera odmetnika (The Nose or the Conspiracy of Mavericks) | Andrey Khrzhanovsky                                                    | Rusija                       |
| 2022.  | Maad, moje sunce (My Sunny Maad)                                    | Michaela Pavlátová                                                     | Češka, Francuska, Slovačka   |
| 2023.  | Moja romansa s brakom (My Love Affair With Marriage)                | Signe Baumane                                                          | Latvija, SAD, Luksemburg     |
| 2024.  | Sultanin san (Sultana's Dream)                                      | Isabel Herguera                                                        | Španjolska, Njemačka         |

## Dobitnici nagrade za životno djelo
| Godina | Redatelj            | Država                 |
| ------ | ------------------- | ---------------------- |
| 1986.  | Norman McLaren      | Kanada                 |
| 1988.  | Chuck Jones         | SAD                    |
| 1990.  | John Halas          | Ujedinjeno Kraljevstvo |
| 1992.  | Bob Godfrey         | Ujedinjeno Kraljevstvo |
| 1994.  | Dušan Vukotić       | Hrvatska               |
| 1996.  | Caroline Leaf       | Kanada                 |
| 1998.  | Bruno Bozzetto      | Italija                |
| 2000.  | Jan Švankmajer      | Češka                  |
| 2002.  | Paul Driessen       | Nizozemska/Kanada      |
| 2004.  | Hayao Miyazaki      | Japan                  |
| 2006.  | Fjodor Hitruk       | Rusija                 |
| 2008.  | Priit Pärn          | Estonija               |
| 2010.  | Frederic Back       | Kanada                 |
| 2012.  | Yoji Kuri           | Japan                  |
| 2014.  | Jurij Norštejn      | Rusija                 |
| 2015.  | Michel Ocelot       | Francuska              |
| 2016.  | Raoul Servais       | Belgija                |
| 2017.  | Borivoj Dovniković  | Hrvatska               |
| 2018.  | Paul Fierlinger     | SAD/Češka              |
| 2019.  | Suzan Pitt          | SAD                    |
| 2020.  | Georges Schwizgebel | Švicarska              |
| 2021.  | Ralph Bakshi        | SAD                    |
| 2022.  | Nedeljko Dragić     | Hrvatska               |
| 2023.  | William Kentridge   | Južnoafrička Republika |
| 2024.  | Phil Mulloy         | Ujedinjeno Kraljevstvo |

## Dobitnici nagrade za izniman doprinos proučavanju animacije
| Godina | Dobitnik              | Država                 |
| ------ | --------------------- | ---------------------- |
| 2002.  | Giannalberto Bendazzi | Italija                |
| 2004.  | Donald Crafton        | SAD                    |
| 2006.  | John Canemaker        | SAD                    |
| 2008.  | Clare Kitson          | Ujedinjeno Kraljevstvo |
| 2010.  | Midhat Ajanović       | Švedska/BiH            |
| 2012.  | Olivier Cotte         | Francuska              |
| 2014.  | Marcel Jean           | Kanada                 |
| 2016.  | Marcin Gizycki        | Poljska                |
| 2017.  | Maureen Furniss       | SAD                    |
| 2018.  | Paul Wells            | Ujedinjeno Kraljevstvo |
| 2019.  | Jayne Pilling         | Ujedinjeno Kraljevstvo |
| 2020.  | Chris Robinson        | Kanada                 |
| 2021.  | Xavier Kawa-Topor     | Francuska              |
| 2022.  | Rolf Giesen           | Njemačka               |
| 2023.  | Suzanne Buchan        | Ujedinjeno Kraljevstvo |
| 2024.  | Ingo Petzke           | Njemačka               |

## Vanjske poveznice
- Službene stranice
- Stranice organizatora